# Xã Lincoln, Quận Atchison, Missouri
Xã Lincoln (tiếng Anh: Lincoln Township) là một xã thuộc quận Atchison, tiểu bang Missouri, Hoa Kỳ. Năm 2010, dân số của xã này là 378 người.